# A Portuguesa
A Portuguesa, que hoje é um dos símbolos nacionais de Portugal, sendo o seu hino nacional, nasceu como uma canção de cariz patriótico em resposta ao ultimato britânico que defendia o abandono das posições portuguesas em África no território compreendido entre as colónias de Moçambique e Angola, incluídos no denominado "Mapa cor-de-rosa". A letra foi escrita por Henrique Lopes de Mendonça, e a música foi composta por Alfredo Keil em 1890. A "Portuguesa" veio a transformar-se em hino no ano de 1911.

## História
Em Portugal, a reação popular contra os ingleses e contra o governo português, manifestou-se de várias formas. "A Portuguesa" foi composta em 1890, com letra de Henrique Lopes de Mendonça e música de Alfredo Keil, e foi utilizada desde cedo como símbolo patriótico mas também republicano. Aliás, em 31 de janeiro de 1891, numa tentativa falhada de golpe de Estado que pretendia implantar a república em Portugal, esta canção já aparecia como a opção dos republicanos para hino nacional, o que aconteceu, efectivamente, quando, após a instauração da República a 5 de outubro de 1910, a Assembleia Nacional Constituinte a consagrou como símbolo nacional em 19 de junho de 1911.
Diz-se que A Portuguesa originalmente tinha uma letra um tanto ou quanto diferente (mesmo a música foi sofrendo algumas alterações) — costuma dizer-se que onde hoje se diz "contra os canhões", dizia-se "contra os bretões", ou seja, os britânicos, embora de acordo com Rui Ramos a versão original tenha sido sempre a primeira, sendo que a segunda surgiu de patriotas pós-1890. Com a República, A Portuguesa veio substituir o Hymno da Carta, então o hino nacional desde maio de 1834.
O que sabemos de fonte certa é que nos exemplares impressos em 1890 — ano da composição do hino — em que pelo menos um integra o acervo da Biblioteca Nacional, proveniente da Colecção Ivo Cruz — consta "contra os canhões". A revista O Occidente – Revista Illustrada de Portugal e do Extrangeiro, de 21 de março de 1890 (ou seja, publicada pouco depois da composição do hino), contém em suplemento A Portuguesa, com o texto “contra os canhões”. Diz-se nessa revista que até à data da sua publicação já tinham sido impressos 22 000 exemplares de A Portuguesa, gratuitamente distribuídos. Uma partitura manuscrita ainda do período monárquico, do acervo da Biblioteca Nacional, com a referência também manuscrita de que as bandas regimentais não podiam executar a marcha por ser conhecida como hino republicano desde os acontecimentos de 31 de janeiro de 1891, contém igualmente no refrão "contra os canhões". Nos diversos exemplares conhecidos das primeiras edições publicadas a expensas dos autores e amigos encontramos "contra os canhões". Logo no dia 29 de março de 1890, "A Portuguesa" foi executada no Teatro de S. Carlos em versão grandiosa e operática para soprano, orquestra e fanfarra, na tonalidade de Sol Maior. Pelo seu interesse para a memória histórica, esta versão de Alfredo Keil, designada de “versão Histórica”, foi, por ocasião do centenário da República, gravada em CD, dela constando três estrofes (ou três partes, cada uma composta de duas quadras e refrão), com repetição da primeira. Também na gravação da "versão Histórica" encontramos "contra os canhões".
Em 1956, existiam no entanto várias versões do hino, não só na linha melódica, mas também nas instrumentações, especialmente para banda, pelo que o governo nomeou uma comissão encarregada de estudar uma versão oficial de A Portuguesa. Essa comissão elaborou uma proposta que seria aprovada em Conselho de Ministros a 16 de julho de 1957, mantendo-se o hino inalterado deste então.
O poema original é composto por três partes, cada uma delas com duas quadras (estrofes de quatro versos), seguidas do refrão, uma sextilha (estrofe de seis versos). É de salientar que, das três partes do poema apenas a primeira parte foi oficializada como o Hino Nacional Português, sendo usado em cerimónias oficiais, sendo as outras duas partes praticamente desconhecidas já que não constam na versão oficial do Hino Nacional.
A Portuguesa é executada oficialmente em cerimónias nacionais, civis e militares, onde é prestada homenagem à Pátria, à Bandeira Nacional ou ao Presidente da República. Do mesmo modo, em cerimónias oficiais no território português por recepção de chefes de Estado estrangeiros, a sua execução é obrigatória depois de ouvido o hino do país representado.
Foi designada como um dos símbolos nacionais de Portugal na constituição de 1976, constando no artigo 11.°, n.º 2, da Constituição da República Portuguesa (Símbolos nacionais e língua oficial):
"2. O Hino Nacional é A Portuguesa."

## Letra
Data: 1890

Letra: Henrique Lopes de Mendonça

Música: Alfredo Keil
| I Heróis do mar, nobre povo, Nação valente, imortal, Levantai hoje de novo O esplendor de Portugal! Entre as brumas da memória, Ó Pátria, sente-se a voz Dos teus egrégios avós, Que há-de guiar-te à vitória! Às armas, às armas! Sobre a terra, sobre o mar, Às armas, às armas! Pela Pátria lutar! Contra os canhões marchar, marchar! II Desfralda a invicta bandeira À luz viva do teu céu! Brade a Europa à terra inteira: Portugal não pereceu! Beija o solo teu jucundo O oceano, a rugir d'amor, E o teu braço vencedor Deu novos mundos ao Mundo! Às armas, às armas! Sobre a terra e sobre o mar, Às armas, às armas! Pela Pátria lutar! Contra os canhões marchar, marchar! | III Saudai o Sol que desponta Sobre um ridente porvir; Seja o eco de uma afronta O sinal de ressurgir. Raios dessa aurora forte São como beijos de mãe, Que nos guardam, nos sustêm, Contra as injúrias da sorte. Às armas, às armas! Sobre a terra e sobre o mar, Às armas, às armas! Pela Pátria lutar! Contra os canhões marchar, marchar! |